# Okres Eferding
Okres Eferding je v Hausruckviertelu, v Horních Rakousích, severně od města Wels.

## Historie
Okresní hejtmanství Eferding zahájilo svou činnost v roce 1907, když se o to město Eferding marně snažilo již kolem roku 1889. Okres byl vytvořen z území odstoupeného od okresu Wels. V období nacismu v Rakousku byl okres Eferding zrušený a území bylo přičleněno k okresu Grieskirchen. V roce 1945 byl okres Eferding obnovený.
V roce 2016 došlo k vytvoření správního společenství mezi okresy Grieskirchen a Eferding. To znamená, že ačkoli si oba okresy zachovávají určitou autonomii, spolupracují úžeji v mnoha administrativních záležitostech. Sídlem tohoto společenství se stal Grieskirchen.

## Správní členění
Okres Eferding se člení na dvanáct obcí: 1 město, 3 městyse a 8 obcí. V závorkách jsou uvedeny počty obyvatel k 1. září 2009.
| Města - Eferding (3678) Městysy - Aschach an der Donau (2201) - Prambachkirchen (2847) - Sankt Marienkirchen an der Polsenz (2260) | Obce - Alkoven (5329) - Fraham (2137) - Haibach ob der Donau (1323) - Hartkirchen (4163) - Hinzenbach (1985) - Pupping (1968) - Scharten (2190) - Stroheim (1544) |

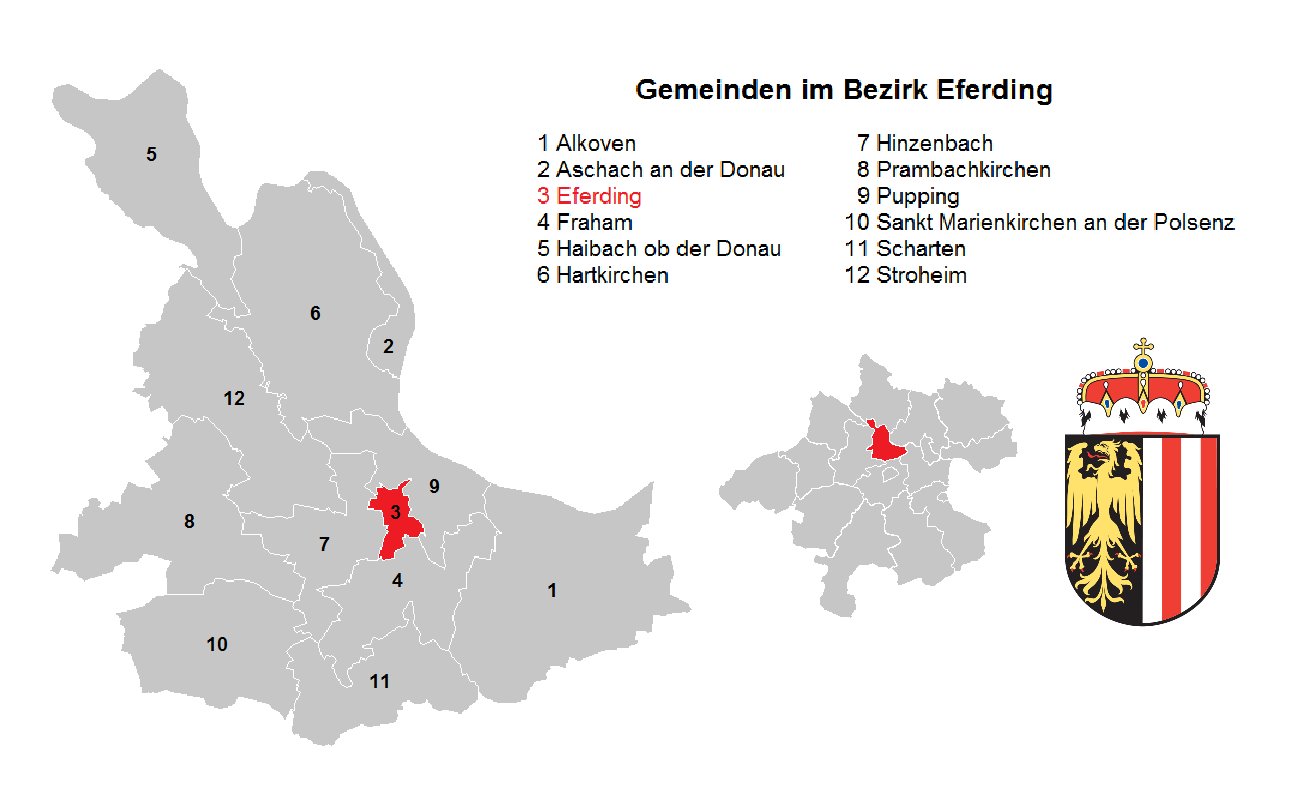
Obce v okrese Eferding